# Han Coucke
Han Coucke (Waregem, 30 maart 1975) — alias Han Solo — is een Vlaams acteur en komiek. Hij is vooral bekend als Stef uit de VTM-reeks De Kotmadam.

## Levensloop
Coucke groeide op in Zulte en is van opleiding industrieel ingenieur. Later volgde Coucke een opleiding aan het conservatiorium in Gent.
Daar leerde hij Frank Van Erum kennen, waarmee hij sindsdien het cabaretduo "Gino Sancti" vormt. Gino Sancti heeft in België en Nederland al verschillende cabaretfestivals gewonnen (bijvoorbeeld Wim Sonneveldprijs in 2002).
Han Coucke is ook actief als regisseur en coach van verschillende cabaretiers, zoals Ter Bescherming van de Jeugd, Bart Vanneste en Neveneffecten.
Hij werd vanaf 2008 wat bekender dankzij zijn theatershows "Multikul" en "Racist", waar hij met zijn alter ego "Han Solo" extreemrechtse, conservatieve, racistische opinies geeft. In 2021 kwam hij in opspraak toen zijn Facebookaccount werd verwijderd nadat hij filmpjes over Sinterklaas en Zwarte Piet plaatste.

## Film en televisie
- Blinker (1999) - als Skunk
- Flikken (1999) - als Neil
- Flikken (2001) - als Simon
- De Kotmadam (2002-2006, 2012) - als Stef
- Verschoten & zoon (2003) - als Carl
- Kopspijkers (2004) - als Johan Museeuw/Bart Somers/Sergio
- Wittekerke (2004) - als handlanger van Carlos
- Flikken (2004) - als Frederick Lamote
- Witse (2004) - als Wouter Van Opstal
- Neveneffecten (2005) - als cliniclown
- God zij Dank (2007)
- Louislouise (2008-2009) - als Mathias
- Amika (2009) - als reporter Arno
- Witse (2009) - als Roland De Pril
- Dag & Nacht: Hotel Eburon (2010) - als Karl Boon
- Slot Marsepeinstein (2010) - als wachter Sentinel
- Aspe (2011) - als Daan de Jongh
- Rox (2012) - als Nicolas Klaus
- Danni Lowinski (2013) - als Stefan Scholier
- Vermist (2014) - als Aron Gijsbrechts
- Balls of Steel: Belgium (2014) - als snode duivel
- Bevergem (2015) - als Laurent 'Lorenzo Di Marco' Van Marcke
- Professor T. (2016) - als Stefaan Daneels
- Gent-West (2016) - als advocaat
- De zonen van Van As (2018, 2021) - als smurfke
- Familie (2023) - als Wim Foubert
- De Buurtpolitie: De Klok Tikt (2023) - als Aster Vandenheuvel
- Chantal (2024) - als Meeuws

## Theater/Cabaret/Stand-upcomedy
(als zijn typetje "Han Solo")
- "Racist" (2008)
- "Multikul" (2010)
- "Bedankt" (2013)
- "KLOENKE" (2015)
- "De Mobilhome (2020)
- "Retro" (2021)